# Euchalcia achaiae
Euchalcia achaiae là một loài bướm đêm trong họ Noctuidae.